# Dr. Evilásio
Evilásio Cavalcante Farias (Cabaceiras, 6 de fevereiro de 1952 — São Paulo, 20 de junho de 2024) ou apenas Dr. Evilásio foi um político brasileiro. 

## Carreira
Vereador de Taboão da Serra por dois mandatos, foi o primeiro deputado federal eleito na história da cidade. Eleito pela primeira vez em 1998, se licenciou do cargo para assumir a Secretaria Municipal de Assistência Social de São Paulo, entre 2001 e 2002, na gestão da prefeita Marta Suplicy. De volta à câmara, foi reeleito em 2002 com 63 710 votos, tendo obtido 23 187 votos apenas em Taboão.  
Deputado pela segunda vez, deixou o cargo para disputar a eleição à prefeitura da mesma cidade em 2004, concorrendo contra a candidata da situação Arlete Silva, em uma disputada eleição - que teve direito a pesquisas apontando as mais diversas tendências - venceu por 72 764 votos contra 50 772 de Arlete.
Em 2008, foi reeleito prefeito com 51,83% dos votos válidos, o equivalente a 69 067 votos, derrotando o ex-prefeito Fernando Fernandes, do PSDB. Deixou a prefeitura de Taboão da Serra em 2012 e tentou voltar ao cargo em 2016, onde terminou derrotado pelo então candidato à reeleição Fernando Fernandes em primeiro turno. 
Em 2022, sempre pela legenda do PSB, Dr. Evilásio disputou uma vaga na Câmara dos Deputados e acabou não se elegendo, angariando 10 087 votos.
Faleceu em 20 de junho de 2024 aos 72 anos, ele estava internado tratando um câncer no pâncreas e havia sofrido um AVC há 15 dias.